# Tòa sen (cây)
Angiopteris evecta là một loài dương xỉ trong họ Marattiaceae. Loài này được G. Forst. Hoffm. mô tả khoa học đầu tiên năm 1794.

## Hình ảnh

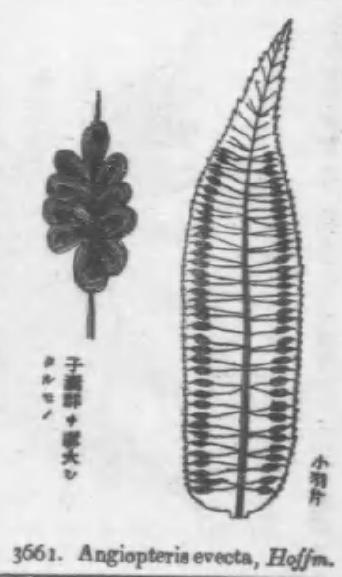
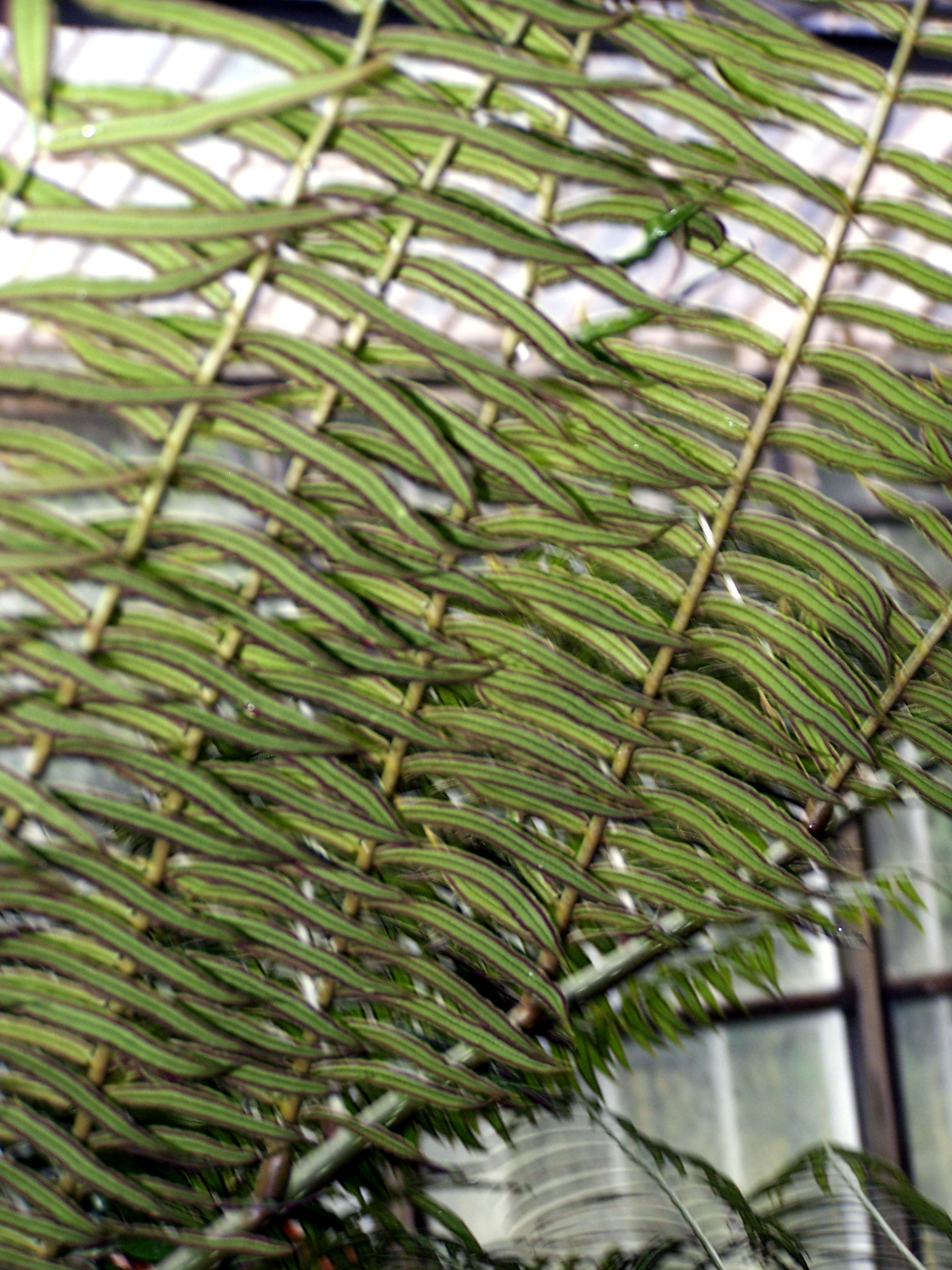
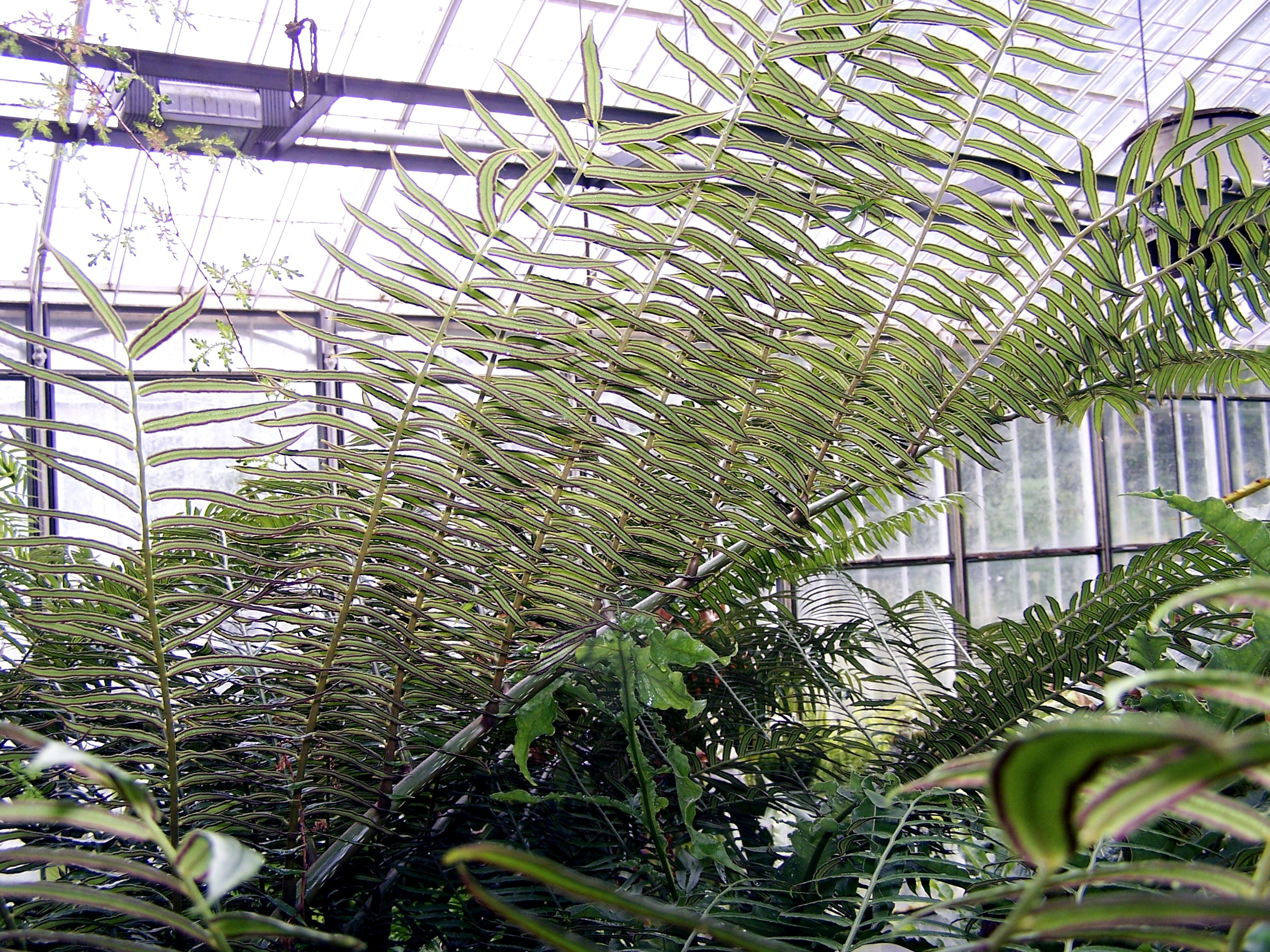
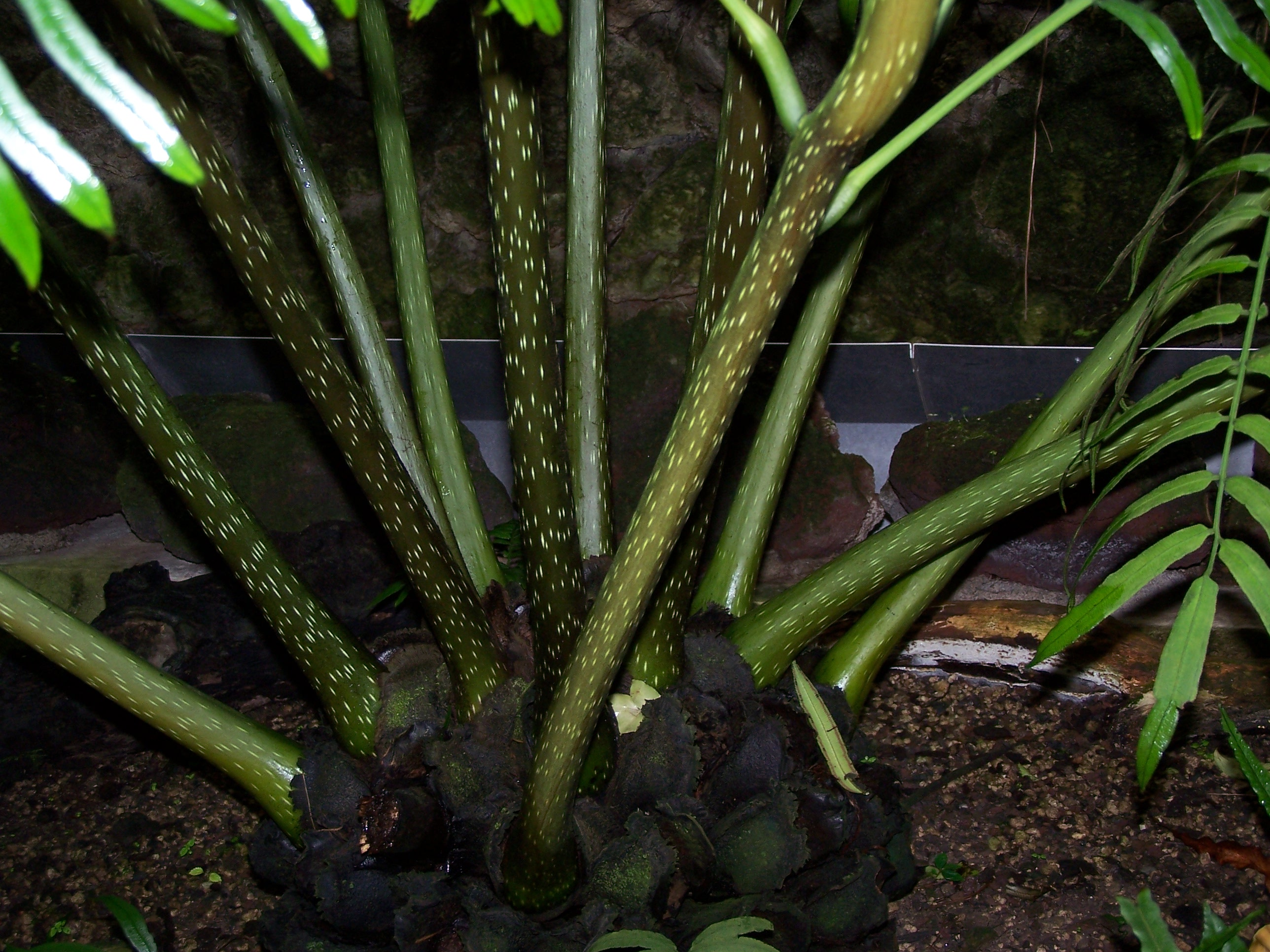